# Pandanus utilis
Pandanus utilis ist eine Pflanzenart aus der Gattung der Schraubenbäume (Pandanus) in der Familie der Schraubenbaumgewächse (Pandanaceae). Die Erstbeschreibung von Jean Baptiste Georges Geneviève Marcellin Bory wurde 1804 veröffentlicht.

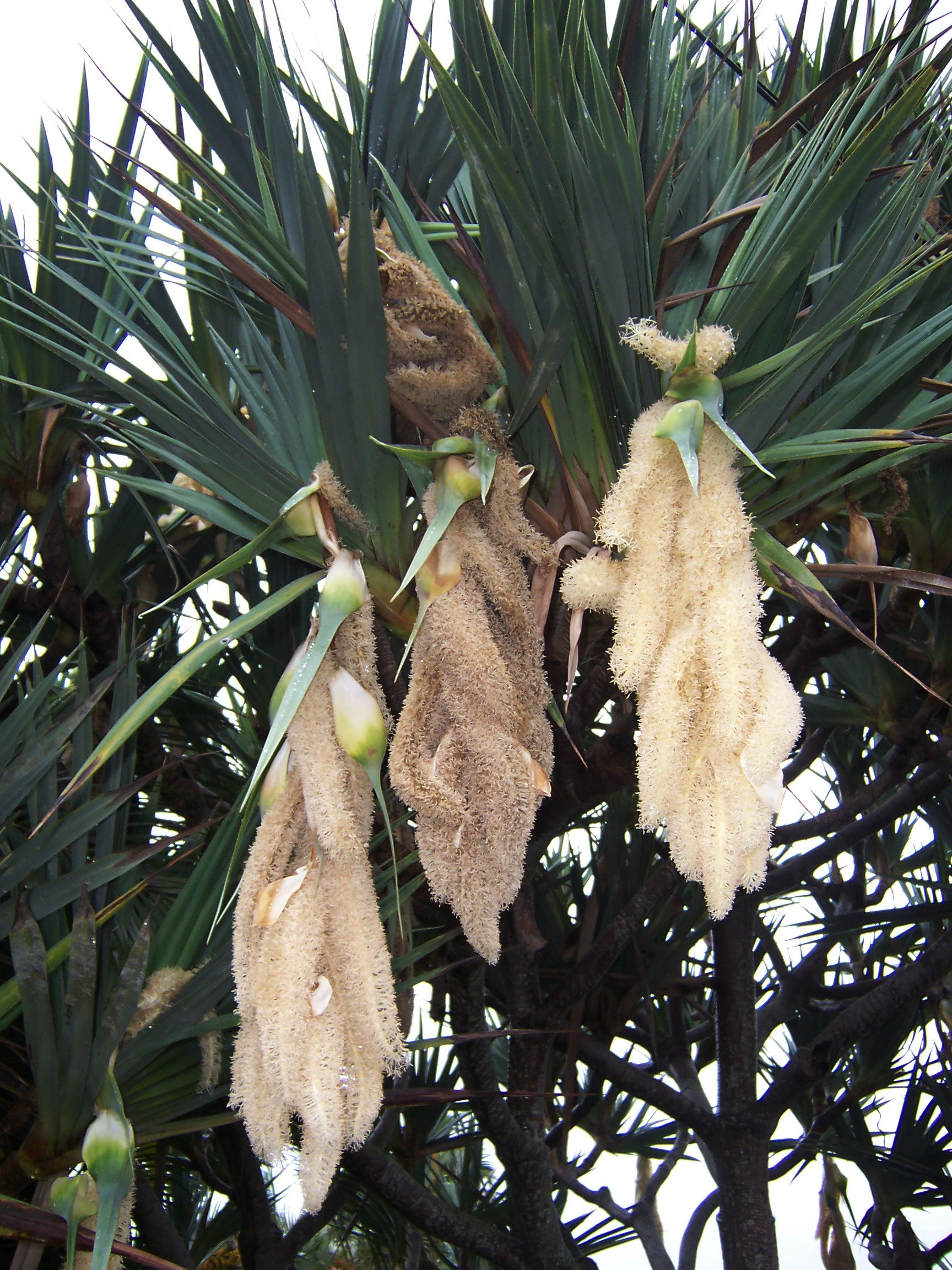
Männliche Blüten

## Beschreibung
Pandanus utilis ist eine immergrüne Pflanze, die einen bis etwa 6 Meter hohen Stamm ausbildet. Ältere Exemplare entwickeln Stelzwurzeln, die die Standsicherheit und Sturmfestigkeit der Pflanze erhöhen. Manchmal stirbt der untere Stamm ab und die Pflanze lebt, nur durch die Stelzwurzeln versorgt, weiter. Pandanus utilis hat sehr lange schwertförmige Blätter, die scharfrandig sowie am Rande mit einzelnen Dornen bewehrt sind. Die Blätter sind spiralig angeordnet.
Pandanus utilis ist zweihäusig (diözisch). Die männlichen Blüten duften. Die weiblichen Blüten stehen ungestielt zu etwa 100 oder mehr in einer Traube; daraus entwickelt sich ein ananasähnlicher Fruchtverband, die aus vielen kleinen Steinfrüchten (Steinfruchtverband) besteht. Die mehr oder weniger kugeligen Scheinfrüchte sind genießbar, wenn auch nicht besonders wohlschmeckend.

## Verbreitung
Die Heimat von Pandanus utilis liegt im westlichen Indischen Ozean auf den Maskarenen (Mauritius, Réunion und Rodrigues).
Heute ist die Art auch in anderen Teilen der Welt mit subtropischem Klima eingeführt; unter anderem wird sie auf den Antillen sowie in Kalifornien und Florida gepflanzt.

## Nutzung
Die Blätter bzw. daraus gewonnene Fasern werden unter anderem zur Dachabdeckung verwendet oder zu Packmaterial, Matten und Körben verarbeitet.
Auf La Réunion werden die Früchte in feine Streifen geschnitten und ähnlich wie Kohl verwendet.